# دیپ‌لرنینگ۴جی
دیپ‌لرنینگ۴جی (انگلیسی: Deeplearning4j) یک کتابخانه برنامه‌نویسی یادگیری عمیق است که برای جاوا (زبان برنامه‌نویسی) و ماشین مجازی جاوا (JVM) و چارچوب رایانشی با حمایت گسترده از الگوریتم‌های یادگیری عمیق است که به‌عنوان در دسترس‌ترین، قوی‌ترین و به خوبی مستندسازی شده‌ترین چارچوب یادگیری عمیق برای یک زبان با تایپ‌های ایستا خوانده شده‌است.